# إليجيرية ثلاثية الأوراق
إليجيرية ثلاثية الأوراق (الاسم العلمي:Illigera trifoliata) هي نوع من النباتات تتبع جنس الإليجيرية من فصيلة الهرنانديات.